# 1346 Gotha
Az 1346 Gotha (ideiglenes jelöléssel 1929 CY) a Naprendszer kisbolygóövében található aszteroida. Karl Wilhelm Reinmuth fedezte fel 1929. február 5-én, Heidebergben.